# Diócesis de Thunder Bay
La diócesis de Thunder Bay (en latín: Dioecesis Sinus Tonitralis y en inglés: Roman Catholic Diocese of Thunder Bay) es una circunscripción eclesiástica latina de la Iglesia católica en Canadá, sufragánea de la arquidiócesis de Toronto. La diócesis tiene al obispo Frederick Joseph Colli como su ordinario desde el 2 de febrero de 1999.

## Territorio y organización
La diócesis tiene 220 000 km² y extiende su jurisdicción sobre los fieles católicos de rito latino residentes en la provincia de Ontario en el distrito de Rainy River y porciones más pequeñas de los distritos de Kenora y Thunder Bay.
La sede de la diócesis se encuentra en la ciudad de Thunder Bay, en donde se halla la Catedral de San Patricio.
En 2020 en la diócesis existían 46 parroquias.

## Historia
La diócesis de Fort William (Dioecesis Arcis Gulielmi) fue erigida el 29 de abril de 1952 con la bula Cotidiano prope del papa Pío XII, obteniendo el territorio de la diócesis de Sault Sainte Marie y de la arquidiócesis de Saint-Boniface.
El 9 de agosto de 1957, con la carta apostólica Novissimae dioeceses, el papa Pío XII proclamó a la Santísima Virgen María, venerada con el título de Nuestra Señora de la Caridad, como patrona principal de la diócesis, y a san Patricio como patrono secundario.
El 26 de febrero de 1970 tomó su nombre actual como consecuencia del decreto Apostolicis sub plumbo de la Congregación para los Obispos.
El 18 de marzo de 2017 amplió su territorio con las localidades de Pie Mobert y Manitouwage, que pertenecían a la diócesis de Sault Sainte Marie.

## Estadísticas
De acuerdo al Anuario Pontificio 2021 la diócesis tenía a fines de 2020 un total de 86 900 fieles bautizados.
| Año                                                                             | Población            | Población | Población      | Sacerdotes | Sacerdotes    | Sacerdotes    | Bautizados por sacerdote | Diáconos permanentes | Religiosos | Religiosos | Parroquias |
| Año                                                                             | Bautizados católicos | Total     | % de católicos | Total      | Clero secular | Clero regular | Bautizados por sacerdote | Diáconos permanentes | Varones    | Mujeres    | Parroquias |
| ------------------------------------------------------------------------------- | -------------------- | --------- | -------------- | ---------- | ------------- | ------------- | ------------------------ | -------------------- | ---------- | ---------- | ---------- |
| 1966                                                                            | 52 000               | 200 000   | 26.0           | 69         | 28            | 41            | 753                      |                      | 44         | 133        | 34         |
| 1970                                                                            | 54 780               | 200 000   | 27.4           | 74         | 29            | 45            | 740                      |                      | 49         | 141        | 39         |
| 1976                                                                            | 55 000               | 200 000   | 27.5           | 63         | 25            | 38            | 873                      | 1                    | 44         | 85         | 38         |
| 1980                                                                            | 63 100               | 217 700   | 29.0           | 67         | 25            | 42            | 941                      |                      | 48         | 68         | 41         |
| 1990                                                                            | 72 800               | 222 500   | 32.7           | 62         | 29            | 33            | 1174                     | 12                   | 35         | 41         | 41         |
| 1999                                                                            | 71 000               | 240 000   | 29.6           | 47         | 31            | 16            | 1510                     | 19                   | 18         | 49         | 42         |
| 2000                                                                            | 71 000               | 240 000   | 29.6           | 44         | 30            | 14            | 1613                     | 32                   | 16         | 32         | 42         |
| 2001                                                                            | 71 000               | 240 000   | 29.6           | 46         | 31            | 15            | 1543                     | 31                   | 17         | 28         | 42         |
| 2002                                                                            | 71 000               | 240 000   | 29.6           | 43         | 30            | 13            | 1651                     | 32                   | 13         | 19         | 42         |
| 2003                                                                            | 71 000               | 240 000   | 29.6           | 46         | 32            | 14            | 1543                     | 29                   | 14         | 21         | 42         |
| 2004                                                                            | 73 780               | 240 000   | 30.7           | 47         | 33            | 14            | 1569                     | 29                   | 14         | 20         | 42         |
| 2010                                                                            | 77 800               | 251 000   | 31.0           | 39         | 26            | 13            | 1994                     | 35                   | 13         | 12         | 43         |
| 2014                                                                            | 81 400               | 262 600   | 31.0           | 46         | 37            | 9             | 1769                     | 36                   | 9          | 7          | 43         |
| 2017                                                                            | 83 620               | 272 610   | 30.7           | 36         | 30            | 6             | 2322                     | 33                   | 6          | 8          | 45         |
| 2020                                                                            | 86 900               | 283 300   | 30.7           | 30         | 30            |               | 2896                     | 32                   |            | 3          | 46         |
| Fuente: Catholic-Hierarchy, que a su vez toma los datos del Anuario Pontificio. |                      |           |                |            |               |               |                          |                      |            |            |            |

## Episcopologio
- Edward Quentin Jennings † (14 de mayo de 1952-18 de septiembre de 1969 retirado[6])
- Norman Joseph Gallagher † (16 de abril de 1970-28 de diciembre de 1975 falleció)
- John Aloysius O'Mara † (24 de mayo de 1976-2 de febrero de 1994 nombrado obispo de Saint Catharines)
- Frederick Bernard Henry (24 de marzo de 1995-19 de enero de 1998 nombrado obispo de Calgary)
- Frederick Joseph Colli, desde el 2 de febrero de 1999